# Hindegade
Hindegade er en gade i Indre By i København, der ligger mellem Borgergade og Store Kongensgade. Gaden er opkaldt efter dyret hind, hunhjort.

## Historie og bebyggelse
Gaden stammer fra kong Christian 4.'s anlæggelse af de første dele af kvarteret Nyboder i 1630'erne og 1640'erne og er en af en række gader, der blev opkaldt efter dyr. Nyboder-husene forsvandt dog, da Finansministeriet begyndte at sælge ud af dem omkring 1860.
På den nordlige side opførtes Hindegades Skole i 1864 efter tegninger af J. A. Stillmann. Skolen blev i 1890 til Hindegades Friskole og i 1915 til Hindegades Kommuneskole, før den blev nedlagt i 1923, da området blev affolket. Efter nedlæggelsen flyttede Kjær & Lyngbyes Skole ind under det nye navn Sankt Annæ Vester Skole. Blågårds Seminarium lejede tillige lokaler her og lod de lærerstuderende få adgang til skolens praktiske undervisning. Efter Københavns Drengekor var blevet grundlagt i 1924 med Mogens Wöldike som leder, arbejdedes der ihærdigt på en mere seriøs løsning, der førte til oprettelsen af en sangskole suppleret med almindelige skolefag. Dette blev kommunalt assisteret og finansieret, og den første klasse så dagens lys allerede i 1929. Flere klasser kom snart til, og i 1952 blev der tillige oprettet en gymnasieklasse, hvilket medførte til navneskifte, 1953, til Sankt Annæ Gymnasium. Hele institutionen flyttede til Sjælør Boulevard i 1972. Siden har bygningen i Hindegade huset Københavns Kommunes Ungdomsskole.
På hjørnet mellem Hindegade, Borgergade og Fredericiagade opførtes i 1865 en badeanstalt betalt af bankier og Danmarks sidste baron Carl Joachim Hambro. Hambro havde allerede tilbudt byen det i 1850, men det havde trukket ud med at finde et egnet placering. Først da Finansministeriet, som nævnt, begyndte at sælge ud, kom der skred i sagerne. Badeanstalten var byens første og var projekteret med 14 badekar for mænd, 6 for kvinder og 20 vaskesteder efter udenlandsk forbillede. Bygningen blev forsynet med separate adgange for de to køn … placeret længst muligt fra hinanden. Badeanstalten blev revet ned i 1904, og i stedet opførtes en etageejendom.
Ejendommen i nr. 9 fra 1909 kaldes for Trøstens Bolig efter en stiftelse af samme navn.
Naboejendommen på hjørnet ved Borgergade er gadens nyeste, idet den stammer fra 1964 efter en større nedrivning af bygninger i Borgergade helt hen til Sølvgades gennemføring til Borgergade.
Resten af gaden er bebygget af etageejendomme fra blandt andet 1874 og 1901.